# Die fantastische Welt von Gumball/Episodenliste
Die fantastische Welt von Gumball ist eine Zeichentrickserie, die von Ben Bocquelet für Cartoon Network produziert wurde. Die Serie folgt dem Leben des 12-jährigen blauen Katers Gumball Watterson und seinem adoptierten Goldfisch-Bruder Darwin, die in der fiktiven Stadt Elmore, Kalifornien, leben. Hierbei befinden sie sich häufig in verschiedenen Abenteuern, oftmals begleitet von ihrer Familie: ihrer schlauen jüngeren Schwester Anais, der selbstbewussten Mutter Nicole, und dem trägen Vater Richard.

## Serien Übersicht
| Staffel | Staffel               | Episodenanzahl | Erstausstrahlung USA | Deutsche Erstausstrahlung |
| ------- | --------------------- | -------------- | -------------------- | ------------------------- |
|         | Pilotfolge            | Pilotfolge     | 9. Mai 1998          | -                         |
|         | 1                     | 36             | 3. Mai 2011          | 2011                      |
|         | 2                     | 40             | 7. August 2012       | 11. November 2012         |
|         | 3                     | 40             | 5. Juni 2014         | 8. September 2014         |
|         | 4                     | 40             | 7. Juli 2015         | 19. Oktober 2015          |
|         | 5                     | 40             | 1. September 2016    | 17. April 2017            |
|         | 6                     | 44             | 5. Januar 2018       | 13. September 2018        |
|         | Darwins Jahrbuch      | 6              | 14. Dezember 2019    | 11. Januar 2020           |
|         | Die Gumball Chroniken | 8              | 5. Oktober 2020      | 3. März 2021              |
|         | 7                     | 40             | 2025–2026            | TBA                       |

## Episoden

### Pilotfolge (2008)
| Nr. | Originaltitel | Deutscher Titel | Drehbuch      | Erstausstrahlung USA | Deutschsprachige Erstausstrahlung | Prod. Code |
| --- | ------------- | --------------- | ------------- | -------------------- | --------------------------------- | ---------- |
| 0   | „Early Reel“  | -               | Ben Bocquelet | 9. Mai 2008          | -                                 |            |

### Staffel 1 (2011–2012)
| Nr. Ges. | Nr. Staffel | Originaltitel   | Deutscher Titel          | Drehbuch                                                            | Erstausstrahlung USA | Deutschsprachige Erstausstrahlung | Prod. Code |
| -------- | ----------- | --------------- | ------------------------ | ------------------------------------------------------------------- | -------------------- | --------------------------------- | ---------- |
| 1        | 1           | The DVD         | Die DVD                  | Ben Bocquelet, Jon Foster, James Lamont                             | 3. Mai 2011          | 2011                              | GB120      |
| 2        | 2           | The Responsible | Die Verantwortungsvollen | Ben Bocquelet, Andrew Brenner, Jon Foster, Mic Graves, James Lamont | 9. Mai 2011          | 2011                              | GB111      |
| 3        | 3           | The Third       | Der Dritte               | Ben Bocquelet, Jon Foster, James Lamont, Sam Ward                   | 16. Mai 2011         | 2011                              | GB109      |
| 4        | 4           | The Debt        | Die Schuld               | Ben Bocquelet, Jon Foster James Lamont                              | 16. Mai 2011         | 2011                              | GB110      |
| 5        | 5           | The End         | Das Ende                 | Ben Bocquelet, Jon Foster James Lamont                              | 23. Mai 2011         | 2011                              | GB135      |
| 6        | 6           | The Dress       | Das Kleid                | Ben Bocquelet, Mic Graves, David Cadji-Newby                        | 23. Mai 2011         | 2011                              | GB112      |
| 7        | 7           | The Quest       | Die Suche                | Ben Bocquelet, Jon Foster James Lamont                              | 30. Mai 2011         | 2011                              | GB118      |
| 8        | 8           | The Spoon       | Der Löffel               | Ben Bocquelet, Jon Foster, James Lamont, Mic Graves                 | 30. Mai 2011         | 2011                              | GB106      |
| 9        | 9           | The Pressure    | Unter Druck              | Ben Bocquelet, Jon Foster, James Lamont, Sam Ward                   | 6. Juni 2011         | 2011                              | GB115      |
| 10       | 10          | The Painting    | Das Bild                 | Ben Bocquelet, Jon Foster, James Lamont, Mic Graves                 | 13. Juni 2011        | 2011                              | GB107      |
| 11       | 11          | The Laziest     | Der Faulste              | Ben Bocquelet, Jon Foster, James Lamont, Mic Graves                 | 20. Juni 2011        | 2011                              | GB121      |
| 12       | 12          | The Ghost       | Der Geist                | Ben Bocquelet, Jon Foster, James Lamont, Mic Graves                 | 27. Juni 2011        | 2011                              | GB108      |
| 13       | 13          | The Mystery     | Das Rätsel               | Ben Bocquelet, Jon Foster, James Lamont, Mic Graves                 | 11. Juli 2011        | 2011                              | GB113      |
| 14       | 14          | The Prank       | Der Streich              | Ben Bocquelet, Jon Foster, James Lamont                             | 18. Juli 2011        | 2011                              | GB123      |
| 15       | 15          | The Gi          | Der Karateanzug          | Ben Bocquelet, Jon Foster, James Lamont                             | 25. Juli 2011        | 2011                              | GB124      |
| 16       | 16          | The Kiss        | Der Kuss                 | Ben Bocquelet Mic Graves                                            | 1. August 2011       | 2011                              | GB119      |
| 17       | 17          | The Party       | Die Party                | Ben Bocquelet Mic Graves                                            | 8. August 2011       | 2011                              | GB102      |
| 18       | 18          | The Refund      | Der Umtausch             | Ben Bocquelet, Jon Foster, James Lamont                             | 15. August 2011      | 2011                              | GB126      |
| 19       | 19          | The Robot       | Der Roboter              | Ben Bocquelet, Jon Foster, James Lamont                             | 22. August 2011      | 2011                              | GB114      |
| 20       | 20          | The Picnic      | Das Picknick             | Ben Bocquelet, James Lamont, Mic Graves                             | 29. August 2011      | 2011                              | GB105      |
| 21       | 21          | The Goons       | Die Doofen               | Ben Bocquelet, Jon Foster, James Lamont, Mic Graves                 | 5. September 2011    | 2011                              | GB127      |
| 22       | 22          | The Secret      | Das Geheimnis            | Ben Bocquelet, Jon Foster, James Lamont                             | 26. September 2011   | 2011                              | GB128      |
| 23       | 23          | The Sock        | Die Slientium-Schlange   | Ben Bocquelet, Jon Foster, James Lamont, Sam Ward                   | 3. Oktober 2011      | 2011                              | GB129      |
| 24       | 24          | The Genius      | Das Genie                | Ben Bocquelet, Jon Foster, James Lamont, Mic Graves                 | 10. Oktober 2011     | 2011                              | GB103      |
| 25       | 25          | The Poltergeist | Der Poltergeist          | Ben Bocquelet, Jon Foster, James Lamont, Mic Graves, Sam Ward       | 17. Oktober 2011     | 2011                              | GB132      |
| 26       | 26          | The Mustache    | Der Schnurrbart          | Ben Bocquelet Mic Graves                                            | 21. November 2011    | 2011                              | GB130      |
| 27       | 27          | The Date        | Das Date                 | Ben Bocquelet, Jon Foster, James Lamont                             | 28. November 2011    | 2011                              | GB117      |
| 28       | 28          | The Club        | Der Club                 | Ben Bocquelet, Jon Foster, James Lamont, Mic Graves                 | 5. Dezember 2011     | 2011                              | GB122      |
| 29       | 29          | The Wand        | Der Zauberstab           | Ben Bocquelet, Jon Foster, James Lamont, Mic Graves                 | 24. Januar 2012      | 2011                              | GB125      |
| 30       | 30          | The Ape         | Der alte Affe            | Ben Bocquelet, Jon Foster, James Lamont, Mic Graves                 | 31. Januar 2012      | 2011                              | GB131      |
| 31       | 31          | The Car         | Das Auto                 | Ben Bocquelet, Jon Foster, James Lamont, Mic Graves                 | 7. Februar 2012      | 2011                              | GB101      |
| 32       | 32          | The Curse       | Der Fluch                | Ben Bocquelet, Jon Foster, James Lamont, Mic Graves                 | 14. Februar 2012     | 2011                              | GB116      |
| 33       | 33          | The Microwave   | Die Mikrowelle           | Ben Bocquelet, Jon Foster, James Lamont                             | 21. Februar 2012     | 2011                              | GB133      |
| 34       | 34          | The Meddler     | Die Übermutter           | Ben Bocquelet, Jon Foster, James Lamont                             | 28. Februar 2012     | 2011                              | GB134      |
| 35       | 35          | The Helmet      | Der Helm                 | Ben Bocquelet, Jon Foster, James Lamont, Tommy Panays               | 6. März 2012         | 2011                              | GB136      |
| 36       | 36          | The Fight       | Der Kampf                | Ben Bocquelet, Jon Foster, James Lamont, Mic Graves                 | 13. März 2012        | 2011                              | GB104      |

### Staffel 2 (2012–2013)
| Nr. Ges. | Nr. Staffel | Originaltitel | Deutscher Titel     | Drehbuch                                                                        | Erstausstrahlung USA | Deutschsprachige Erstausstrahlung | Prod. Code |
| -------- | ----------- | ------------- | ------------------- | ------------------------------------------------------------------------------- | -------------------- | --------------------------------- | ---------- |
| 37       | 1           | The Remote    | Die Fernbedienung   | Ben Bocquelet, Jon Foster, James Lamont, Mic Graves                             | 7. August 2012       | 18. November 2012                 | GB202      |
| 38       | 2           | The Colossus  | Der Koloss          | Ben Bocquelet, Jon Foster, James Lamont, Mic Graves                             | 14. August 2012      | 11. November 2012                 | GB208      |
| 39       | 3           | The Knights   | Die Ritter          | Ben Bocquelet, Jon Foster, James Lamont, Mic Graves                             | 21. August 2012      | 11. November 2012                 | GB201      |
| 40       | 4           | The Fridge    | Der Kühlschrank     | Ben Bocquelet, Jon Foster, James Lamont, Mic Graves                             | 4. September 2012    | 18. November 2012                 | GB203      |
| 41       | 5           | The Flower    | Die Blume           | Ben Bocquelet, Jon Foster, James Lamont, Mic Graves                             | 11. September 2012   | 25. November 2012                 | GB207      |
| 42       | 6           | The Banana    | Die Banane          | Ben Bocquelet, Jon Foster, James Lamont                                         | 11. September 2012   | 25. November 2012                 | GB209      |
| 43       | 7           | The Phone     | Das Telefon         | Ben Bocquelet, Chris Garbutt, Mic Graves                                        | 18. September 2012   | 2. Dezember 2012                  | GB204      |
| 44       | 8           | The Job       | Der Job             | Ben Bocquelet, Jon Foster, James Lamont, Mic Graves                             | 18. September 2012   | 2. Dezember 2012                  | GB206      |
| 45       | 9           | Halloween     | Halloween           | Ben Bocquelet, Jon Foster, James Lamont                                         | 23. Oktober 2012     | 9. Dezember 2012                  | GB205      |
| 46       | 10          | The Treasure  | Der Schatz          | Ben Bocquelet, Jon Foster, James Lamont, Mic Graves                             | 30. Oktober 2012     | 9. Dezember 2012                  | GB211      |
| 47       | 11          | The Apology   | Die Entschuldigung  | Ben Bocquelet, Jon Foster, James Lamont                                         | 6. November 2012     | 16. Dezember 2012                 | GB215      |
| 48       | 12          | The Words     | Die Wörter          | Ben Bocquelet, Jon Foster, James Lamont                                         | 13. November 2012    | 16. Dezember 2012                 | GB214      |
| 49       | 13          | The Skull     | Der Totenkopf       | Ben Bocquelet, Jon Foster, James Lamont, Mic Graves                             | 20. November 2012    | 23. Dezember 2012                 | GB212      |
| 50       | 14          | The Bet       | Die Wette           | Ben Bocquelet, Jon Foster, James Lamont                                         | 27. November 2012    | 14. April 2013                    | GB220      |
| 51       | 15          | Christmas     | Weihnachten         | Ben Bocquelet, Jon Foster, James Lamont                                         | 4. Dezember 2012     | 23. Dezember 2012                 | GB217      |
| 52       | 16          | The Watch     | Die Uhr             | Ben Bocquelet, Jon Foster, James Lamont                                         | 22. Januar 2013      | 14. April 2013                    | GB219      |
| 53       | 17          | The Bumpkin   | Das Landei          | Ben Bocquelet, Jon Foster, James Lamont, Mic Graves                             | 29. Januar 2013      | 21. April 2013                    | GB222      |
| 54       | 18          | The Flakers   | Die Im-Stich-Lasser | Ben Bocquelet, Jon Foster, James Lamont                                         | 5. Februar 2013      | 21. April 2013                    | GB218      |
| 55       | 19          | The Authority | Der Machtkampf      | Ben Bocquelet, Jon Brittain, Jon Foster, James Lamont, Mic Graves               | 12. Februar 2013     | 28. April 2013                    | GB223      |
| 56       | 20          | The Virus     | Das Virus           | Ben Bocquelet, Jon Foster, James Lamont                                         | 5. Juni 2013         | 28. April 2013                    | GB216      |
| 57       | 21          | The Pony      | Das Pony            | Ben Bocquelet, Jon Brittain, Mic Graves, Jon Foster, James Lamont               | 12. Juni 2013        | 5. Mai 2013                       | GB225      |
| 58       | 22          | The Hero      | Der Held            | Ben Bocquelet, Jon Foster, James Lamont, Mic Graves                             | 19. Juni 2013        | 19. Mai 2013                      | GB210      |
| 59       | 23          | The Dream     | Der Traum           | Ben Bocquelet, Jon Brittain, Tom Crowley, Jon Foster, James Lamont, Tobi Wilson | 26. Juni 2013        | 12. Mai 2013                      | GB226      |
| 60       | 24          | The Sidekick  | Der Handlanger      | Ben Bocquelet, Jon Brittain, Tom Crowley, Jon Foster, James Lamont, Tobi Wilson | 3. Juli 2013         | 12. Mai 2013                      | GB229      |
| 61       | 25          | The Photo     | Das Foto            | Ben Bocquelet, Jon Brittain, Tom Crowley, Jon Foster, James Lamont, Tobi Wilson | 17. Juli 2013        | 19. Mai 2013                      | GB228      |
| 62       | 26          | The Tag       | Die Fußfessel       | Ben Bocquelet, Jon Brittain, Tom Crowley, Jon Foster, James Lamont, Tobi Wilson | 24. Juli 2013        | 8. September 2013                 | GB230      |
| 63       | 27          | The Storm     | Der Sturm           | Ben Bocquelet, Jon Brittain, Jon Foster, James Lamont                           | 31. Juli 2013        | 5. Mai 2013                       | GB221      |
| 64       | 28          | The Lesson    | Die Lektion         | Ben Bocquelet, Jon Brittain, Tom Crowley, Jon Foster, James Lamont, Tobi Wilson | 7. August 2013       | 8. September 2013                 | GB227      |
| 65       | 29          | The Game      | Das Spiel           | Ben Bocquelet, Jon Brittain, Tom Crowley, Jon Foster, James Lamont, Tobi Wilson | 21. August 2013      | 15. September 2013                | GB231      |
| 66       | 30          | The Limit     | Die Grenze          | Ben Bocquelet, Jon Foster, Chris Garbutt, James Lamont                          | 28. August 2013      | 15. September 2013                | GB213      |
| 67       | 31          | The Voice     | Die Stimme          | Ben Bocquelet, Jon Brittain, Tom Crowley, Jon Foster, James Lamont, Tobi Wilson | 10. September 2013   | 22. September 2013                | GB224      |
| 68       | 32          | The Promise   | Das Versprechen     | Ben Bocquelet, Jon Brittain, Tom Crowley, Jon Foster, James Lamont, Tobi Wilson | 17. September 2013   | 22. September 2013                | GB232      |
| 69       | 33          | The Castle    | Die Burg            | Ben Bocquelet, Jon Brittain, Tom Crowley, Jon Foster, James Lamont, Tobi Wilson | 1. Oktober 2013      | 29. September 2013                | GB235      |
| 70       | 34          | The Boombox   | Der Ghettoblaster   | Ben Bocquelet, Jon Brittain, Tom Crowley, Jon Foster, James Lamont, Tobi Wilson | 8. Oktober 2013      | 29. September 2013                | GB234      |
| 71       | 35          | The Tape      | Das Band            | Ben Bocquelet, Jon Foster, James Lamont                                         | 15. Oktober 2013     | 6. Oktober 2013                   | GB238      |
| 72       | 36          | The Sweaters  | Der Pullover        | Ben Bocquelet, Jon Foster, James Lamont                                         | 5. November 2013     | 6. Oktober 2013                   | GB237      |
| 73       | 37          | The Internet  | Das Internet        | Yann Benedi, Ben Bocquelet, Guillaume Cassuto, Antoine Perez                    | 12. November 2013    | 13. Oktober 2013                  | GB239      |
| 74       | 38          | The Plan      | Der Plan            | Ben Bocquelet, Jon Foster, James Lamont, Tobi Wilson                            | 19. November 2013    | 13. Oktober 2013                  | GB240      |
| 75       | 39          | The World     | Die Welt            | Ben Bocquelet, Jon Brittain, Tom Crowley, Jon Foster, James Lamont, Tobi Wilson | 26. November 2013    | 20. Oktober 2013                  | GB236      |
| 76       | 40          | The Finale    | Das Finale          | Ben Bocquelet, Jon Brittain, Tom Crowley, Jon Foster, James Lamont, Tobi Wilson | 3. Dezember 2013     | 20. Oktober 2013                  | GB233      |

### Staffel 3 (2014–2015)
| Nr. Ges. | Nr. Staffel | Originaltitel       | Deutscher Titel     | Drehbuch | Erstausstrahlung USA | Deutschsprachige Erstausstrahlung | Prod. Code |
| -------- | ----------- | ------------------- | ------------------- | --- | -------------------- | --------------------------------- | ---------- |
| 77       | 1           | The Kids            | Die Kinder          | Ben Bocquelet, Guillaume Cassuto, Mic Graves, Tobi Wilson                                                                     | 5. Juni 2014         | 8. September 2014                 | GB301      |
| 78       | 2           | The Fan             | Der Fan             | Ben Bocquelet, Jess Ransom, Howard Read, Paul McKenna, Tobi Wilson                                                            | 5. Juni 2014         | 8. September 2014                 | GB303      |
| 79       | 3           | The Coach           | Der Coach           | Tim Allsop, Ben Bocquelet, Ben Cottam, Paul McKenna, Jess Ransom, Stewart Williams, Tobi Wilson                               | 12. Juni 2014        | 10. September 2014                | GB306      |
| 80       | 4           | The Joy             | Die Freude          | Ben Bocquelet, Ben Cottam, Jon Foster, Mic Graves, Kieran Hodgson, Tom Meltzer, Joe Parham, Jess Ransom, Tobi Wilson          | 19. Juni 2014        | 11. September 2014                | GB305      |
| 81       | 5           | The Puppy           | Das Hündchen        | Tim Allsop, Ben Bocquelet, Guillaume Cassuto, Mic Graves, Ben Cottam, Stewart Williams                                        | 26. Juni 2014        | 15. September 2014                | GB304      |
| 82       | 6           | The Recipe          | Das Rezept          | Ben Bocquelet, Guillaume Cassuto, Mic Graves, Tobi Wilson                                                                     | 3. Juli 2014         | 12. September 2014                | GB311      |
| 83       | 7           | The Name            | Der Name            | Tim Allsop, Ben Bocquelet, Mic Graves, Tom Meltzer, Joe Parham, Stewart Williams                                              | 10. Juli 2014        | 16. September 2014                | GB307      |
| 84       | 8           | The Extras          | Die Statisten       | Ben Bocquelet, Guillaume Cassuto, Mic Graves                                                                                  | 17. Juli 2014        | 17. September 2014                | GB312      |
| 85       | 9           | The Gripes          | Die schlechte Laune | Tim Allsop, Ben Bocquelet, Guillaume Cassuto, Kieran Hodgson, Mic Graves, Stewart Williams, Tobi Wilson                       | 24. Juli 2014        | 18. September 2014                | GB308      |
| 86       | 10          | The Vacation        | Der Urlaub          | Guillaume Cassuto, Mic Graves, Tobi Wilson                                                                                    | 31. Juli 2014        | 19. September 2014                | GB310      |
| 87       | 11          | The Fraud           | Der Schwindel       | Ben Bocquelet, Guillaume Cassuto, Mic Graves, Tobi Wilson                                                                     | 7. August 2014       | 22. September 2014                | GB316      |
| 88       | 12          | The Void            | Die Lücke           | Ben Bocquelet, Guillaume Cassuto, Mic Graves, Paul Rice, Tobi Wilson                                                          | 14. August 2014      | 23. September 2014                | GB309      |
| 89       | 13          | The Boss            | Der Chef            | Ben Bocquelet, Guillaume Cassuto, Mic Graves, Joe Parham, Tobi Wilson                                                         | 21. August 2014      | 24. September 2014                | GB313      |
| 90       | 14          | The Move            | Der Move            | Ben Bocquelet, Guillaume Cassuto, Mic Graves, Joe Parham, Tobi Wilson                                                         | 28. August 2014      | 25. September 2014                | GB317      |
| 91       | 15          | The Law             | Das Gesetz          | Guillaume Cassuto, Mic Graves, Joe Parham, Tobi Wilson                                                                        | 4. September 2014    | 26. September 2014                | GB314      |
| 92       | 16          | The Allergy         | Die Allergie        | Ben Bocquelet, Guillaume Cassuto, Mic Graves, Joe Parham                                                                      | 11. September 2014   | 29. September 2014                | GB318      |
| 93       | 17          | The Mothers         | Die Mütter          | Ben Bocquelet, Guillaume Cassuto, Jon Foster, Mic Graves, James Lamont, Joe Parham, Tobi Wilson                               | 18. September 2014   | 27. April 2015                    | GB315      |
| 94       | 18          | The Password        | Das Passwort        | Ben Bocquelet, Guillaume Cassuto, Mic Graves, Joe Parham                                                                      | 25. September 2014   | 27. April 2015                    | GB320      |
| 95       | 19          | The Procrastinators | Die Prokrastinierer | Ben Bocquelet, Guillaume Cassuto, Mic Graves, Joe Parham, Tobi Wilson                                                         | 2. Oktober 2014      | 28. April 2015                    | GB319      |
| 96       | 20          | The Shell           | Die Schale          | Ben Bocquelet, Guillaume Cassuto, Howard Read, James Lamont, Jon Foster, Tobi Wilson, Tom Crowley                             | 9. Oktober 2014      | 28. April 2015                    | GB302      |
| 97       | 21          | The Burden          | Die Bürde           | Ben Bocquelet, Guillaume Cassuto, Mic Graves, Joe Parham, Jess Ransom, Tobi Wilson                                            | 16. Oktober 2014     | 29. April 2015                    | GB321      |
| 98       | 22          | The Bros            | Die Bros            | Ben Bocquelet, Guillaume Cassuto, Joe Parham, Jess Ransom, Mic Graves, Tobi Wilson                                            | 23. Oktober 2014     | 30. April 2015                    | GB322      |
| 99       | 23          | The Mirror          | Der Spiegel         | Ben Bocquelet, Guillaume Cassuto, Joe Parham, Mic Graves                                                                      | 30. Oktober 2014     | 29. April 2015                    | GB323      |
| 100      | 24          | The Man             | Der Mann            | Ben Bocquelet, Guillaume Cassuto, Joe Parham, Tobi Wilson                                                                     | 30. Oktober 2014     | 30. April 2015                    | GB326      |
| 101      | 25          | The Pizza           | Die Pizza           | Ben Bocquelet, Guillaume Cassuto, Joe Parham, Tobi Wilson                                                                     | 13. November 2014    | 1. Mai 2015                       | GB325      |
| 102      | 26          | The Lie             | Die Lüge            | Ben Bocquelet, Guillaume Cassuto, Joe Parham, Jess Ransom, Tobi Wilson                                                        | 20. Oktober 2014     | 4. Mai 2015                       | GB328      |
| 103      | 27          | The Butterfly       | Der Schmetterling   | Ben Bocquelet, Guillaume Cassuto, Joe Parham, Jess Ransom, Tobi Wilson                                                        | 8. Januar 2015       | 4. Mai 2015                       | GB330      |
| 104      | 28          | The Question        | Die Frage           | Ben Bocquelet, Guillaume Cassuto, Tony Hull, Joe Parham, Tobi Wilson                                                          | 8. Januar 2015       | 4. Mai 2015                       | GB329      |
| 105      | 29          | The Saint           | Der Heilige         | Ben Bocquelet, Joe Parham, Jess Ransom, Tobi Wilson                                                                           | 15. Januar 2015      | 6. Mai 2015                       | GB332      |
| 106      | 30          | The Friend          | Der Freund          | Ben Bocquelet, Guillaume Cassuto, Joe Parham, Jess Ransom, Tobi Wilson                                                        | 22. Januar 2015      | 6. Mai 2015                       | GB324      |
| 107      | 31          | The Oracle          | Das Orakel          | Ben Bocquelet, Guillaume Cassuto, Mic Graves, Tony Hull, Richard Overall, Joe Parham, Tobi Wilson                             | 29. Januar 2015      | 5. Mai 2015                       | GB327      |
| 108      | 32          | The Safety          | Die Sicherheit      | Ben Bocquelet, Guillaume Cassuto, Louise Coats, Joe Parham, Tobi Wilson                                                       | 5. Februar 2015      | 5. Mai 2015                       | GB333      |
| 109      | 33          | The Society         | Der Bund            | Ben Bocquelet, Jess Ransom, Joe Parham, Tobi Wilson                                                                           | 12. Februar 2015     | 7. Mai 2015                       | GB334      |
| 110      | 34          | The Spoiler         | Der Spoiler         | Ben Bocquelet, Jess Ransom, Tobi Wilson                                                                                       | 19. Februar 2015     | 7. Mai 2015                       | GB335      |
| 111      | 35          | The Countdown       | Der Countdown       | Ben Bocquelet, Guillaume Cassuto, Joe Parham, Jess Ransom, Tobi Wilson                                                        | 26. Februar 2015     | 8. Mai 2015                       | GB331      |
| 112      | 36          | The Nobody          | Der Niemand         | Ben Bocquelet, Louise Coats, Timothy Mills, Jess Ransom, Paul Rice, Tobi Wilson                                               | 5. März 2015         | 8. Mai 2015                       | GB339      |
| 113      | 37          | The Downer          | Die Depression      | Ben Bocquelet, Jess Ransom, Tobi Wilson                                                                                       | 6. Juli 2015         | 11. Mai 2015                      | GB338      |
| 114      | 38          | The Triangle        | Die Triangel        | Ben Bocquelet, Mic Graves, Timothy Mills, Richard Overall, Richard Preddy, Joe Parham                                         | 8. Juli 2015         | 12. Mai 2015                      | GB340      |
| 115      | 39          | The Money           | Das Geld            | Ben Bocquelet, Guillaume Cassuto, Jess Ransom, Mic Graves, Joe Parham, Louise Coats, Timothy Mills, Tobi Wilson               | 9. Juli 2015         | 12. Mai 2015                      | GB337      |
| 116      | 40          | The Egg             | Das Ei              | Ben Bocquelet, George Gendi, Guillaume Cassuto, Louise Coats, Mic Graves, Timothy Mills, Joe Parham, Jess Ransom, Tobi Wilson | 6. August 2015       | 11. Mai 2015                      | GB336      |

### Staffel 4 (2015–2016)
| Nr. Ges. | Nr. Staffel | Originaltitel         | Deutscher Titel     | Drehbuch | Erstausstrahlung USA | Deutschsprachige Erstausstrahlung | Prod. Code |
| -------- | ----------- | --------------------- | ------------------- | --- | -------------------- | --------------------------------- | ---------- |
| 117      | 1           | The Return            | Die Rückkehr        | Ben Bocquelet, Louise Coats, Mic Graves, Andrew Jones, Ciaran Murtagh, Joe Parham, Tobi Wilson                                            | 7. Juli 2015         | 19. Oktober 2015                  | GB401      |
| 118      | 2           | The Nemesis           | Der Erzfeind        | Ben Bocquelet, Louise Coats, Mic Graves, Timothy Mills, Joe Parham, Jess Ransom                                                           | 10. Juli 2015        | 20. Oktober 2015                  | GB402      |
| 119      | 3           | The Crew              | Die Gang            | Ben Bocquelet, Louise Coats, Mic Graves, Timothy Mills, Joe Parham, Richard Preddy, Jess Ransom, Tobi Wilson                              | 13. August 2015      | 21. Oktober 2015                  | GB407      |
| 120      | 4           | The Others            | Die Anderen         | Nathan Auerbach, Daniel Berg, Ben Bocquelet, Louise Coats, Timothy Mills, Joe Parham                                                      | 20. August 2015      | 22. Oktober 2015                  | GB404      |
| 121      | 5           | The Signature         | Die Unterschrift    | Nathan Auerbach, Daniel Berg, Ben Bocquelet, Louise Coats, Tobi Wilson                                                                    | 27. August 2015      | 23. Oktober 2015                  | GB403      |
| 122      | 6           | The Check             | Der Scheck          | Nathan Auerbach, Daniel Berg, Ben Bocquelet, Louise Coats, Jess Ransom, Tobi Wilson                                                       | 31. August 2015      | 28. Oktober 2015                  | GB407      |
| 123      | 7           | The Pest              | Die Nervensäge      | Nathan Auerbach, Daniel Berg, Ben Bocquelet, Louise Coats, Joe Parham, Jess Ransom, Tobi Wilson                                           | 1. September 2015    | 29. Oktober 2015                  | GB409      |
| 124      | 8           | The Sale              | Der Umzug           | Nathan Auerbach, Daniel Berg, Ben Bocquelet, Louise Coats, Joe Parham, Tobi Wilson                                                        | 2. September 2015    | 2. November                       | GB410      |
| 125      | 9           | The Gift              | Das Geschenk        | Nathan Auerbach, Daniel Berg, Ben Bocquelet, Louise Coats, Mark Evans, Joe Parham, Tobi Wilson                                            | 3. September 2015    | 26. Oktober 2015                  | GB408      |
| 126      | 10          | The Parking           | Die Parkplatzsuche  | Nathan Auerbach, Daniel Berg, Ben Bocquelet, Louise Coats, Mic Graves, Joe Parham, Tobi Wilson                                            | 4. September 2015    | 4. November 2015                  | GB413      |
| 127      | 11          | The Routine           | Die Routine         | Nathan Auerbach, Daniel Berg, Ben Bocquelet, Louise Coats, Andrew Jones, Ciaran Murtagh, Tom Neenan, Joe Parham, Tobi Wilson, Andy Wolton | 5. Oktober 2015      | 3. November 2015                  | GB412      |
| 128      | 12          | The Upgrade           | Das Upgrade         | Nathan Auerbach, Daniel Berg, Ben Bocquelet, Louise Coats, Mic Graves, Joe Parham, Tobi Wilson                                            | 6. Oktober 2015      | 5. November 2015                  | GB412      |
| 129      | 13          | The Comic             | Der Comic           | Ben Bocquelet, Louise Coats, Andrew Jones, Ciaran Murtagh, Oliver Kindeberg, Tobi Wilson, Matt Zeqiri                                     | 7. Oktober 2015      | 30. Mai 2016                      | GB419      |
| 130      | 14          | The Romantic          | Der Romantiker      | Nathan Auerbach, Daniel Berg, Ben Bocquelet, Louise Coats, Joe Parham, Tobi Wilson                                                        | 8. Oktober 2015      | 31. Mai 2016                      | GB414      |
| 131      | 15          | The Uploads           | Die Videos          | Nathan Auerbach, Daniel Berg, Ben Bocquelet, Louise Coats, Andrew Jones, Ciaran Murtagh, Joe Parham, Tobi Wilson                          | 9. Oktober 2015      | 1. Juni 2016                      | GB420      |
| 132      | 16          | The Apprentice        | Der Lehrling        | Nathan Auerbach, Daniel Berg, Ben Bocquelet, Louise Coats, Mic Graves, Richard Preddy, Phil Whelans, Tobi Wilson                          | 7. Januar 2016       | 27. Oktober 2015                  | GB411      |
| 133      | 17          | The Hug               | Die Umarmung        | Ben Bocquelet, Louise Coats, Andrew Jones, Ciaran Murtagh, Tobi Wilson                                                                    | 14. Januar 2016      | 30. Oktober 2015                  | GB405      |
| 134      | 18          | The Wicked            | Die böse Nachbarin  | Nathan Auerbach, Ben Bocquelet, Louise Coats, Mic Graves, Timothy Mills, Joe Parham, Tobi Wilson                                          | 21. Januar 2016      | 2. Juni 2016                      | GB417      |
| 135      | 19          | The Traitor           | Der Verräter        | Nathan Auerbach, Daniel Berg, Ben Bocquelet, Guillaume Cassuto, Joe Parham, Tobi Wilson                                                   | 28. Januar 2016      | 3. Juni 2016                      | GB422      |
| 136      | 20          | The Origins           | Der Anfang          | Nathan Auerbach, Daniel Berg, Ben Bocquelet, Louise Coats, Mic Graves, Joe Parham, Tobi Wilson                                            | 15. Februar 2016     | 20. Februar 2016                  | GB416      |
| 137      | 21          | The Origins           | Der Anfang          | Nathan Auerbach, Daniel Berg, Ben Bocquelet, Louise Coats, Mic Graves, Andrew Jones, Ciaran Murtagh, Joe Parham, Tobi Wilson              | 15. Februar 2016     | 20. Februar 2016                  | GB418      |
| 138      | 22          | The Girlfriend        | Die Freundin        | Nathan Auerbach, Daniel Berg, Ben Bocquelet, Louise Coats, Mic Graves, Joe Parham, Tobi Wilson                                            | 31. März 2016        | 8. Juni 2016                      | GB426      |
| 139      | 23          | The Advice            | Der Ratschlag       | Nathan Auerbach, Daniel Berg, Ben Bocquelet, Louise Coats, Mic Graves, Joe Parham, Tobi Wilson                                            | 21. April 2016       | 6. Juni 2016                      | GB421      |
| 140      | 24          | The Signal            | Das Signal          | Ben Bocquelet, Mic Graves, Andrew Jones, Ciaran Murtagh, Joe Parham, Tobi Wilson                                                          | 28. April 2016       | 7. Juni 2016                      | GB423      |
| 141      | 25          | The Parasite          | Der Parasit         | Nathan Auerbach, Daniel Berg, Ben Bocquelet, Guillaume Cassuto Tobi Wilson                                                                | 5. Mai 2016          | 9. Juni 2016                      | GB425      |
| 142      | 26          | The Love              | Die Liebe           | Ben Bocquelet, Andrew Jones, Ciaran Murtagh, Joe Parham, Tobi Wilson                                                                      | 12. Mai 2016         | 10. Juni 2016                     | GB427      |
| 143      | 27          | The Awkwardness       | Die Peinlichkeit    | Nathan Auerbach, Daniel Berg, Ben Bocquelet, Guillaume Cassuto, Joe Parham, Tobi Wilson                                                   | 19. Mai 2016         | 14. Juni 2016                     | GB428      |
| 144      | 28          | The Nest              | Das Nest            | Nathan Auerbach, Daniel Berg, Ben Bocquelet, Guillaume Cassuto, Tobi Wilson                                                               | 26. Mai 2016         | 15. Juni 2016                     | GB424      |
| 145      | 29          | The Points            | Die Punkte          | Nathan Auerbach, Daniel Berg, Ben Bocquelet, Joe Parham, Tobi Wilson                                                                      | 2. Juni 2016         | 16. Juni 2016                     | GB433      |
| 146      | 30          | The Bus               | Der Bus             | Nathan Auerbach, Daniel Berg, Ben Bocquelet, Mic Graves, Joe Parham, Tobi Wilson                                                          | 9. Juni 2016         | 29. August 2016                   | GB429      |
| 147      | 31          | The Night             | Die Nacht           | Nathan Auerbach, Daniel Berg, Ben Bocquelet, Guillaume Cassuto, Joe Parham, Tobi Wilson                                                   | 16. Juni 2016        | 30. August 2016                   | GB431      |
| 148      | 32          | The Misunderstandings | Das Missverständnis | Ben Bocquelet, Andrew Jones, Ciaran Murtagh, Joe Parham, Tobi Wilson                                                                      | 23. Juni 2016        | 31. August 2016                   | GB432      |
| 149      | 33          | The Roots             | Die Wurzeln         | Nathan Auerbach, Daniel Berg, Ben Bocquelet, Joe Parham, Tobi Wilson                                                                      | 15. August 2016      | 1. September 2016                 | GB435      |
| 150      | 34          | The Blame             | Die Schuld          | Nathan Auerbach, Daniel Berg, Ben Bocquelet, Louise Coats, Guillaume Cassuto, Joe Parham, Tobi Wilson                                     | 16. August 2016      | -                                 | GB434      |
| 151      | 35          | The Slap              | Der Klaps           | Ben Bocquelet, Joe Markham, Joe Parham, John Sheerman, Tobi Wilson                                                                        | 17. August 2016      | 5. September 2016                 | GB439      |
| 152      | 36          | The Detective         | Die Detektivin      | Nathan Auerbach, Daniel Berg, Ben Bocquelet, Joe Parham, Tobi Wilson                                                                      | 18. August 2016      | 6. September 2016                 | GB437      |
| 153      | 37          | The Fury              | Die Wut             | Nathan Auerbach, Daniel Berg, Ben Bocquelet, Guillaume Cassuto, Louise Coats, Mic Graves, Joe Parham, Tobi Wilson                         | 19. August 2016      | 7. September 2016                 | GB430      |
| 154      | 38          | The Compilation       | Die Sammlung        | Rikke Asbjoern, Ben Bocquelet, James Hamilton, James Huntrods, Joe Markham, John Sheerman, Tobi Wilson                                    | 25. August 2016      | 8. September 2016                 | GB440      |
| 155      | 39          | The Scam              | Der Betrug          | Nathan Auerbach, Daniel Berg, Ben Bocquelet, Guillaume Cassuto, Joe Parham, Tobi Wilson                                                   | 27. Oktober 2016     | 13. Juni 2016                     | GB426      |
| 156      | 40          | The Disaster (Teil 1) | Das Desaster        | Ben Bocquelet, Andrew Jones, Ciaran Murtagh, Joe Parham, Tobi Wilson                                                                      | 5. September 2016    | 9. September 2016                 | GB438      |

### Staffel 5 (2016–2017)
| Nr. Ges. | Nr. Staffel | Originaltitel      | Deutscher Titel   | Drehbuch | Erstausstrahlung USA | Deutschsprachige Erstausstrahlung | Prod. Code |
| -------- | ----------- | ------------------ | ----------------- | --- | -------------------- | --------------------------------- | ---------- |
| 157      | 1           | The Rerun (Teil 2) | Die Wiederholung  | Nathan Auerbach, Daniel Berg, Ben Bocquelet, Joe Parham, Tobi Wilson                                                                            | 5. September 2016    | 17. April 2017                    | GB501      |
| 158      | 2           | The Stories        | Die Geschichten   | Ben Bocquelet, Andrew Jones, Ciaran Murtagh, Joe Parham, Tobi Wilson                                                                            | 1. September 2016    | 18. April 2017                    | GB502      |
| 159      | 3           | The Guy            | Der Typ           | Ben Bocquelet, Joe Markham, Joe Parham, John Sheerman, Tobi Wilson                                                                              | 8. September 2016    | 19. April 2017                    | GB504      |
| 160      | 4           | The Boredom        | Die Langeweile    | Nathan Auerbach, Daniel Berg, Ben Bocquelet, Louise Coats, James Hamilton, James Huntrods, Joe Markham, Joe Parham, Jessica Ransom, Tobi Wilson | 15. September 2016   | 20. April 2017                    | GB505      |
| 161      | 5           | The Vision         | Die Vision        | Ben Bocquelet, Joe Markham, Joe Parham, Jessica Ransom, John Sheerman, Tobi Wilson                                                              | 6. Oktober 2016      | 21. April 2017                    | GB511      |
| 162      | 6           | The Choices        | Die Möglichkeiten | Nathan Auerbach, Daniel Berg, Ben Bocquelet, Jon Foster, James Lamont, Joe Parham, Tobi Wilson                                                  | 13. Oktober 2016     | 24. April 2017                    | GB503      |
| 163      | 7           | The Code           | Das WLAN          | Ben Bocquelet, Andrew Jones, Joe Markham, Ciaran Murtagh, Joe Parham, Jessica Ransom, John Sheerman, Tobi Wilson                                | 20. Oktober 2016     | 25. April 2017                    | GB506      |
| 164      | 8           | The Test           | Der Test          | Nathan Auerbach, Daniel Berg, Ben Bocquelet, Joe Markham, Joe Parham, Jessica Ransom, John Sheerman, Tobi Wilson                                | 3. November 2016     | 26. April 2017                    | GB507      |
| 165      | 9           | The Slide          | Das Wischen       | Ben Bocquelet, James Hamilton, James Huntrods, Joe Parham, Tobi Wilson                                                                          | 10. November 2016    | 27. April 2017                    | GB508      |
| 166      | 10          | The Loophole       | Das Schlupfloch   | Ben Bocquelet, James Hamilton, James Huntrods, Joe Markham, Joe Parham, Tobi Wilson                                                             | 17. November 2016    | 28. April 2017                    | GB509      |
| 167      | 11          | The Copycats       | Die Nachmacher    | Ben Bocquelet, James Hamilton, James Huntrods, Joe Markham, Tobi Wilson                                                                         | 6. Februar 2016      | 15. Mai 2017                      | GB517      |
| 168      | 12          | The Potato         | Die Kartoffel     | Mic Graves, Andrew Jones, Joe Markham, Ciaran Murtagh, Jessica Ransom, Tobi Wilson                                                              | 7. Februar 2017      | 4. Mai 2017                       | GB519      |
| 169      | 13          | The Fuss           | Das Trara         | Ben Bocquelet, James Hamilton, James Huntrods, Joe Markham, Joe Parham, Tobi Wilson                                                             | 8. Februar 2017      | 1. Mai 2017                       | GB513      |
| 170      | 14          | The Outside        | Das Gefängnis     | Ben Bocquelet, Mic Graves, James Hamilton, James Huntrods, Joe Markham, Jessica Ransom, Tobi Wilson                                             | 9. Februar 2017      | 9. Mai 2017                       | GB516      |
| 171      | 15          | The Vase           | Die Vase          | Ben Bocquelet, Mic Graves, James Hamilton, James Huntrods, Joe Markham, Joe Parham, Jessica Ransom, Tobi Wilson                                 | 13. Februar 2017     | 2. Mai 2017                       | GB515      |
| 172      | 16          | The Matchmaker     | Die Kuppler       | Ben Bocquelet, Mic Graves, James Hamilton, Andrew Jones, Joe Markham, Ciaran Murtagh, Joe Parham, Tobi Wilson                                   | 14. Februar 2017     | 7. September 2017                 | GB522      |
| 173      | 17          | The Box            | Der Karton        | Ben Bocquelet, Mic Graves, James Hamilton, Brydie Lee-Kennedy, Joe Markham, Joe Parham, Tobi Wilson                                             | 15. Februar 2017     | 6. September 2017                 | GB518      |
| 174      | 18          | The Console        | Die Konsole       | Nathan Auerbach, Daniel Berg, Ben Bocquelet, Joe Markham, Joe Parham, Tobi Wilson                                                               | 16. Februar 2017     | 8. Mai 2017                       | GB510      |
| 175      | 19          | The Ollie          | Der Ollie         | Ben Bocquelet, James Hamilton, James Huntrods, Simon Landrein, Joe Markham, Timothy Mills, Joe Parham, Tobi Wilson                              | 20. Februar 2017     | 3. Mai 2017                       | GB521      |
| 176      | 20          | The Catfish        | Der Katzenfisch   | Ben Bocquelet, James Hamilton, James Huntrods, Joe Markham, Joe Parham, Jessica Ransom, Tobi Wilson                                             | 21. Februar 2017     | 11. Mai 2017                      | GB520      |
| 177      | 21          | The Cycle          | Der Kreislauf     | Ben Bocquelet, James Hamilton, Andrew Jones, Ciaran Murtagh, Joe Parham, Jessica Ransom, Tobi Wilson                                            | 22. Februar 2017     | 4. September 2017                 | GB523      |
| 178      | 22          | The Stars          | Die Sterne        | Ben Bocquelet, Mic Graves, Andrew Jones, Joe Markham, Ciaran Murtagh, Joe Parham, Tobi Wilson                                                   | 23. Februar 2017     | 5. September 2017                 | GB524      |
| 179      | 23          | The Grades         | Die Noten         | Ben Bocquelet, James Hamilton, Andrew Jones, Ciaran Murtagh, Joe Parham, Tobi Wilson                                                            | 27. Februar 2017     | 8. September 2017                 | GB525      |
| 180      | 24          | The Diet           | Die Diät          | Ben Bocquelet, Mic Graves, James Hamilton, James Huntrods, Joe Markham, Joe Parham, Jessica Ransom, Tobi Wilson                                 | 28. Februar 2017     | 11. September 2017                | GB526      |
| 181      | 25          | The Ex             | Der Ex            | Ben Bocquelet, Mic Graves, James Hamilton, Joe Markham, Tom Neenan, Joe Parham, Jon Purkis, Tobi Wilson                                         | 1. März 2017         | 12. September 2017                | GB527      |
| 182      | 26          | The Sorcerer       | Der Zauberer      | Jack Bernhardt, Ben Bocquelet, Joe Markham, Joe Parham, Tobi Wilson                                                                             | 2. März 2017         | 5. Mai 2017                       | GB528      |
| 183      | 27          | The Menu           | Der Burger        | Ben Bocquelet, James Hamilton, James Huntrods, Tobi Wilson                                                                                      | 6. März 2017         | 14. September 2017                | GB529      |
| 184      | 28          | The Uncle          | Der Onkel         | Jack Bernhardt, Ben Bocquelet, Mic Graves, James Hamilton, James Huntrods, Joe Markham, Tobi Wilson                                             | 7. März 2017         | 15. September 2017                | GB531      |
| 185      | 29          | The Weirdo         | Die Spinnerin     | Ben Bocquelet, Mic Graves, James Hamilton, Andrew Jones, Joe Markham, Ciaran Murtagh, Joe Parham, Jessica Ransom, Tobi Wilson                   | 8. März 2017         | 13. September 2017                | GB530      |
| 186      | 30          | The Heist          | Der Bankraub      | Ben Bocquelet, Mic Graves, James Hamilton, Joe Markham, Tom Neenan, Jon Purkis, Tobi Wilson                                                     | 9. März 2017         | 28. November 2017                 | GB532      |
| 187      | 31          | The Singing        | Das Singen        | Ben Bocquelet, Mic Graves, James Hamilton, Joe Markham, Tom Neenan, Jon Purkis, Tobi Wilson                                                     | 1. September 2017    | 8. Dezember 2017                  | GB540      |
| 188      | 32          | The Best           | Der Bessere       | Ben Bocquelet, James Hamilton, James Huntrods, Joe Markham, Joe Parham, Jessica Ransom, Tobi Wilson                                             | 8. September 2017    | 1. Dezember 2017                  | GB519      |
| 189      | 33          | The Worst          | Der Schlimmste    | Ben Bocquelet, James Hamilton, Joe Markham, Tom Neenan, Jon Purkis, Jessica Ransom, Tobi Wilson                                                 | 15. September 2017   | 4. Dezember 2017                  | GB538      |
| 190      | 34          | The Deal           | Der Deal          | Ben Bocquelet, Mic Graves, James Hamilton, Bec Hill, Joe Markham, Jessica Ransom, Jonny Leigh-Wright                                            | 22. September 2017   | 6. Dezember 2017                  | GB539      |
| 191      | 35          | The Petals         | Die Blütenblätter | Ben Bocquelet, James Hamilton, James Huntrods, Joe Markham, Jessica Ransom, Tobi Wilson                                                         | 29. September 2017   | 29. November 2017                 | GB536      |
| 192      | 36          | The Puppets        | Die Puppen        | Ben Bocquelet, Louise Coats, James Hamilton, Tom Neenan, Joseph Pelling, Jon Purkis, Becky Sloan, Tobi Wilson                                   | 6. Oktober 2017      | 28. Oktober 2017                  | GB537      |
| 193      | 37          | The Nuisance       | Die Plage         | Jack Bernhardt, Ben Bocquelet, James Hamilton, Joe Markham, Jessica Ransom, Tobi Wilson                                                         | 13. Oktober 2017     | 30. November 2017                 | GB534      |
| 194      | 38          | The Line           | Die Warteschlange | Mic Graves, James Hamilton, James Huntrods, Brydie Lee-Kennedy, Joe Markham, Jessica Ransom, Tobi Wilson                                        | 20. Oktober 2017     | 7. Dezember 2017                  | GB538      |
| 195      | 39          | The List           | Die Liste         | Ben Bocquelet, James Hamilton, Brydie Lee-Kennedy, Joe Markham, Joe Parham, Jessica Ransom, Tobi Wilson                                         | 3. November 2017     | 5. Dezember 2017                  | GB535      |
| 196      | 40          | The News           | Die News          | Nathan Auerbach, Daniel Berg, Ben Bocquelet, Joe Parham, Tobi Wilson                                                                            | 10. November 2017    | 27. November 2017                 | GB509      |

### Staffel 6 (2018–2019)
| Nr. Ges. | Nr. Staffel | Originaltitel      | Deutscher Titel    | Drehbuch | Erstausstrahlung USA | Deutschsprachige Erstausstrahlung | Prod. Code |
| -------- | ----------- | ------------------ | ------------------ | --- | -------------------- | --------------------------------- | ---------- |
| 197      | 1           | The Rival          | Die Rivalin        | Ben Bocquelet, James Hamilton, Joe Markham, Joe Parham, Jon Purkis, Tobi Wilson                                          | 5. Januar 2018       | 13. September 2018                | GB605      |
| 198      | 2           | The Lady           | Die Lady           | Ben Bocquelet, James Hamilton, Joe Markham, Tobi Wilson                                                                  | 5. Januar 2018       | 10. September 2018                | GB602      |
| 199      | 3           | The Sucker         | Der Naivling       | Jack Bernhardt, Ben Bocquelet, James Hamilton, Joe Markham, Joe Parham, Tobi Wilson                                      | 12. Januar 2018      | 11. September 2018                | GB603      |
| 200      | 4           | The Vegging        | Das Rumgammeln     | Ben Bocquelet, James Hamilton, Andrew Jones, Joe Markham, Ciaran Murtagh, Tom Neenan, Joe Parham, Tobi Wilson            | 15. Januar 2018      | 17. September 2018                | GB607      |
| 201      | 5           | The One            | Die Nummer Eins    | Ben Bocquelet, James Hamilton, Andrew Jones, Joe Markham, Ciaran Murtagh, Tobi Wilson                                    | 19. Januar 2018      | 14. September 2018                | GB606      |
| 202      | 6           | The Father         | Der Vater          | Jack Bernhardt, Ben Bocquelet, James Hamilton, Joe Markham, Tobi Wilson                                                  | 26. Januar 2018      | 18. September 2018                | GB609      |
| 203      | 7           | The Cringe         | Die Verlegenheit   | Ben Bocquelet, James Hamilton, Andrew Jones, Joe Markham, Ciaran Murtagh, Joe Parham, Tobi Wilson                        | 2. Februar 2018      | 19. September 2018                | GB608      |
| 204      | 8           | The Cage           | Der Käfig          | Ben Bocquelet, James Hamilton, Joe Markham, Tobi Wilson                                                                  | 9. Februar 2018      | 12. September 2018                | GB604      |
| 205      | 9           | The Faith          | Der Glaube         | Jack Bernhardt, Ben Bocquelet, Cariad Lloyd, Joe Markham, Tobi Wilson                                                    | 23. Februar 2018     | 24. September 2018                | GB611      |
| 206      | 10          | The Candidate      | Die Kandidatur     | Jack Bernhardt, Ben Bocquelet, James Hamilton, Joe Markham, Tom Neenan, Joe Parham, Jon Purkis, Jess Ransom, Tobi Wilson | 2. März 2018         | 25. September 2018                | GB613      |
| 207      | 11          | The Anybody        | Der Jedermann      | Mic Graves, James Hamilton, Joe Markham, Tom Neenan, Joe Parham, Jon Purkis, Jess Ransom                                 | 9. März 2018         | 26. September 2018                | GB614      |
| 208      | 12          | The Pact           | Der Pakt           | Jack Bernhardt, Ben Bocquelet, James Hamilton, Joe Markham, Joe Parham, Eddie Robson, Tobi Wilson                        | 9. April 2018        | 21. September 2018                | GB612      |
| 209      | 13          | The Neighbor       | Der Nachbar        | Ben Bocquelet, Mic Graves, James Hamilton, Andrew Jones, Joe Markham, Ciaran Murtagh, Joe Parham, Tobi Wilson            | 13. April 2018       | 20. September 2018                | GB610      |
| 210      | 14          | The Shippening     | Die Fanfiction     | Ben Bocquelet, James Hamilton, Joe Markham, Tom Neenan, Joe Parham, Jon Purkis                                           | 20. April 2018       | 27. September 2018                | GB616      |
| 211      | 15          | The Brain          | Das Gehirn         | Jack Bernhardt, Ben Bocquelet, Mic Graves, Natasha Hodgson, Joe Markham, Joe Parham, Tobi Wilson                         | 18. Juni 2018        | 28. September 2018                | GB615      |
| 212      | 16          | The Parents        | Die Eltern         | Gemma Arrowsmith, Ben Bocquelet, James Hamilton, Joe Markham, Tobi Wilson                                                | 18. Juni 2018        | 3. Oktober 2018                   | GB625      |
| 213      | 17          | The Founder        | Der Gründer        | Gemma Arrowsmith, Mic Graves, James Hamilton, Joe Markham, Tobi Wilson                                                   | 18. Juni 2018        | 4. Oktober 2018                   | GB619      |
| 214      | 18          | The Schooling      | Die Lehre          | Gemma Arrowsmith, Ben Bocquelet, Mic Graves, James Hamilton, Joe Markham, Joe Parham                                     | 18. Juni 2018        | 5. Oktober 2018                   | GB618      |
| 215      | 19          | The Intelligence   | Die Intelligenz    | Gemma Arrowsmith, Mic Graves, James Hamilton, Joe Markham, Tobi Wilson                                                   | 18. Juni 2018        | 8. Oktober 2018                   | TBA        |
| 216      | 20          | The Potion         | Der Zaubertrank    | Jack Bernhardt, Ben Bocquelet, Sophie Duker, Mic Graves, Joe Markham, Tobi Wilson                                        | 16. Juli 2018        | 9. Oktober 2018                   | TBA        |
| 217      | 21          | The Spinoffs       | Die Spin-offs      | Ben Bocquelet, Mic Graves, James Hamilton, Natasha Hodgson, Joe Markham, Tobi Wilson                                     | 16. Juli 2018        | 1. April 2019                     | GB620      |
| 218      | 22          | The Transformation | Die Verwandlung    | Ben Bocquelet, Andrew Jones, Joe Markham, Ciaran Murtagh, Joe Parham, Tobi Wilson, Lucien Young                          | 16. Juli 2018        | 2. April 2019                     | TBA        |
| 219      | 23          | The Understanding  | Die Verständigung  | Jack Bernhardt, Mic Graves, James Hamilton, Tony Hull, Joe Markham, Joe Parham, Tobi Wilson                              | 16. Juli 2018        | 3. April 2019                     | GB629      |
| 220      | 24          | The Ad             | Die Anzeige        | Ben Bocquelet, Sophie Duker, James Hamilton, Joe Markham, Tobi Wilson, Lucien Young                                      | 16. Juli 2018        | 4. April 2019                     | GB633      |
| 221      | 25          | The Ghouls         | Die Monster        | Ben Bocquelet, Mic Graves, Tony Hull, Joe Markham, Richard Overall, Jess Ransom, Paul Rice, Tobi Wilson                  | 19. Oktober 2018     | 20. September 2019                | GB643      |
| 222      | 26          | The Stink          | Der Gestank        | Jack Bernhardt, Mic Graves, James Hamilton, Joe Markham, Joe Parham, Tobi Wilson                                         | 5. November 2018     | 1. Oktober 2018                   | GB617      |
| 223      | 27          | The Awareness      | Die Erkenntnis     | Jack Bernhardt, Mic Graves, Joe Markham, Tom Neenan, Joe Parham, Tobi Wilson                                             | 6. November 2018     | 2. Oktober 2018                   | GB624      |
| 224      | 28          | The Slip           | Der Lieferschein   | Mic Graves, Joe Markham, Jess Ransom, Tobi Wilson                                                                        | 7. November 2018     | 5. April 2019                     | GB634      |
| 225      | 29          | The Drama          | Das Drama          | Gemma Arrowsmith, Ben Bocquelet, James Hamilton, Joe Markham, Tobi Wilson, Lucien Young                                  | 8. November 2018     | 6. April 2019                     | GB630      |
| 226      | 30          | The Buddy          | Die Kumpel         | Jack Bernhardt, Ben Bocquelet, Natasha Hodgson, Joe Markham, Joe Parham, Tobi Wilson                                     | 9. November 2018     | 7. April 2019                     | GB623      |
| 227      | 31          | The Possession     | Der Besitz         | Mic Graves, Tony Hull, Joe Markham                                                                                       | 15. April 2019       | 18. September 2019                | GB642      |
| 228      | 32          | The Master         | Der Spielleiter    | Jack Bernhardt, Ben Bocquelet, Mic Graves, Natasha Hodgson, Tony Hull, Joe Markham, Tobi Wilson, Lucien Young            | 22. April 2019       | 8. April 2019                     | GB632      |
| 229      | 33          | The Silence        | Die Stille         | Ben Bocquelet, Joe Markham, Jess Ransom, Tobi Wilson                                                                     | 29. April 2019       | 9. April 2019                     | GB637      |
| 230      | 34          | The Future         | Die Zukunft        | Ben Bocquelet, James Hamilton, Joe Markham, Jon Purkis, Tobi Wilson                                                      | 6. Mai 2019          | 10. April 2019                    | GB601      |
| 231      | 35          | The Wish           | Der Wunsch         | Gemma Arrowsmith, Mic Graves, James Hamilton, Tony Hull, Joe Markham                                                     | 13. Mai 2019         | 11. April 2019                    | TBA        |
| 232      | 36          | The Factory        | Die Fabrik         | Jack Bernhardt, Ben Bocquelet, James Hamilton, Joe Markham, Tobi Wilson                                                  | 20. Mai 2019         | 12. April 2019                    | GB631      |
| 233      | 37          | The Agent          | Der Agent          | Mic Graves, Tony Hull, Richard Overall                                                                                   | 27. Mai 2019         | 22. September 2019                | TBA        |
| 234      | 38          | The Web            | Das Netz           | Ben Bocquelet, Mic Graves, Joe Markham, Richard Overall, Joe Parham, Jess Ransom, Tobi Wilson                            | 3. Juni 2019         | 24. September 2019                | TBA        |
| 235      | 39          | The Mess           | Das Chaos          | Ben Bocquelet, Joe Markham, Jess Ransom, Tobi Wilson, Lucien Young                                                       | 10. Juni 2019        | 17. September 2019                | GB640      |
| 236      | 40          | The Heart          | Das Herz           | Ben Bocquelet, Joe Markham, Jess Ransom, Tobi Wilson,                                                                    | 10. Juni 2019        | 19. September 2019                | GB635      |
| 237      | 41          | The Revolt         | Der Aufstand       | Ben Bocquelet, Mic Graves, James Hamilton, Natasha Hodgson, Tony Hull, Joe Markham, Joe Parham, Tobi Wilson              | 17. Juni 2019        | 16. September 2019                | TBA        |
| 238      | 42          | The Decisions      | Die Entscheidungen | Mic Graves, Tony Hull, Joe Markham, Richard Overall, Tobi Wilson, Lucien Young                                           | 17. Juni 2019        | 23. September 2019                | GB638      |
| 239      | 43          | The BFFs           | Der beste Freund   | Ben Bocquelet, Joe Parham, Jess Ransom, Tobi Wilson                                                                      | 24. Juni 2019        | 21. September 2019                | GB639      |
| 240      | 44          | The Inquisition    | Die Inspektion     | Ben Bocquelet, Mic Graves, Joe Markham, Richard Overall, Joe Parham, Jess Ransom, Tobi Wilson                            | 24. Juni 2019        | 25. September 2019                | GB644      |

### Staffel 7
The Wonderfully Weird World of Gumball, engl. 2025
| Nr. Ges. | Nr. Staffel | Originaltitel          | Deutscher Titel | Drehbuch | Erstausstrahlung USA | Deutschsprachige Erstausstrahlung | Prod. Code |
| -------- | ----------- | ---------------------- | --------------- | -------- | -------------------- | --------------------------------- | ---------- |
| 241      | 1           | The Burger             | TBA             | TBA      | TBA                  | TBA                               | TBD        |
| 242      | 2           | The Assistant          | TBA             | TBA      | TBA                  | TBA                               | TBD        |
| 243      | 3           | The Distance           | TBA             | TBA      | TBA                  | TBA                               | TBD        |
| 244      | 4           | The Butts              | TBA             | TBA      | TBA                  | TBA                               | TBD        |
| 245      | 5           | The Thing              | TBA             | TBA      | TBA                  | TBA                               | TBD        |
| 246      | 6           | The Cheerleader        | TBA             | TBA      | TBA                  | TBA                               | TBD        |
| 247      | 7           | The Astrological       | TBA             | TBA      | TBA                  | TBA                               | TBD        |
| 248      | 8           | The Letter             | TBA             | TBA      | TBA                  | TBA                               | TBD        |
| 249      | 9           | The App                | TBA             | TBA      | TBA                  | TBA                               | TBD        |
| 250      | 10          | The Traffic            | TBA             | TBA      | TBA                  | TBA                               | TBD        |
| 251      | 11          | The Boring             | TBA             | TBA      | TBA                  | TBA                               | TBD        |
| 252      | 12          | The Portrait           | TBA             | TBA      | TBA                  | TBA                               | TBD        |
| 253      | 13          | The Cancellationgation | TBA             | TBA      | TBA                  | TBA                               | TBD        |
| 254      | 14          | The Gut                | TBA             | TBA      | TBA                  | TBA                               | TBD        |
| 255      | 15          | The Repression         | TBA             | TBA      | TBA                  | TBA                               | TBD        |
| 256      | 16          | The Eagles             | TBA             | TBA      | TBA                  | TBA                               | TBD        |
| 257      | 17          | The Trumpet            | TBA             | TBA      | TBA                  | TBA                               | TBD        |
| 258      | 18          | The Speedrun           | TBA             | TBA      | TBA                  | TBA                               | TBD        |
| 259      | 19          | The Gourmet            | TBA             | TBA      | TBA                  | TBA                               | TBD        |
| 260      | 20          | The Climb              | TBA             | TBA      | TBA                  | TBA                               | TBD        |
| 261      | 21          | The Teacher            | TBA             | TBA      | TBA                  | TBA                               | TBD        |
| 262      | 22          | The Summoning          | TBA             | TBA      | TBA                  | TBA                               | TBD        |
| 263      | 23          | The Survivalists       | TBA             | TBA      | TBA                  | TBA                               | TBD        |
| 264      | 24          | The Homework           | TBA             | TBA      | TBA                  | TBA                               | TBD        |
| 265      | 25          | The Scooter            | TBA             | TBA      | TBA                  | TBA                               | TBD        |
| 266      | 26          | The Proposal           | TBA             | TBA      | TBA                  | TBA                               | TBD        |
| 267      | 27          | TBA                    | TBA             | TBA      | TBA                  | TBA                               | TBD        |
| 268      | 28          | TBA                    | TBA             | TBA      | TBA                  | TBA                               | TBD        |
| 269      | 29          | TBA                    | TBA             | TBA      | TBA                  | TBA                               | TBD        |
| 270      | 30          | TBA                    | TBA             | TBA      | TBA                  | TBA                               | TBD        |
| 271      | 31          | TBA                    | TBA             | TBA      | TBA                  | TBA                               | TBD        |
| 272      | 32          | TBA                    | TBA             | TBA      | TBA                  | TBA                               | TBD        |
| 273      | 33          | TBA                    | TBA             | TBA      | TBA                  | TBA                               | TBD        |
| 274      | 34          | TBA                    | TBA             | TBA      | TBA                  | TBA                               | TBD        |
| 275      | 35          | TBA                    | TBA             | TBA      | TBA                  | TBA                               | TBD        |
| 276      | 36          | TBA                    | TBA             | TBA      | TBA                  | TBA                               | TBD        |
| 277      | 37          | TBA                    | TBA             | TBA      | TBA                  | TBA                               | TBD        |
| 278      | 38          | TBA                    | TBA             | TBA      | TBA                  | TBA                               | TBD        |
| 279      | 39          | TBA                    | TBA             | TBA      | TBA                  | TBA                               | TBD        |
| 280      | 40          | TBA                    | TBA             | TBA      | TBA                  | TBA                               | TBD        |

## Miniserien

### Darwins Jahrbuch(2019)
„Darwins Jahrbuch“ (engl. Darwin's Yearbook) ist eine sechteilige Miniserie, welche im Dezember 2019 in den USA, sowie im Januar 2020 in Deutschland auf Cartoon Network seine Erstausstrahlung erhielt. Hierbei versucht Dawin, das Jahrbuch der Elmore Junior High zu vervollständigen, indem er untersucht, wer seiner Meinung nach den besten Platz darin verdient hat.
Im Wesentlichen handelt es sich bei der Miniserie um eine Clip Show.
| Nr. Serie | Originaltitel | Deutscher Titel | Erstausstrahlung USA | Deutschsprachige Erstausstrahlung | Prod. Code |
| --------- | ------------- | --------------- | -------------------- | --------------------------------- | ---------- |
| 1         | Banana Joe    | Banana-Joe      | Dezember 2019        | 11. Januar 2020                   | 701        |
| 2         | Clayton       | Clayton         | 14. Dezember 2019    | 12. Januar 2020                   | 702        |
| 3         | Carrie        | Carrie          | 21. Dezember 2019    | 18. Januar 2020                   | 703        |
| 4         | Alan          | Alan            | 21. Dezember 2019    | 19. Januar 2020                   | 704        |
| 5         | Sarah         | Sarah           | 28. Dezember 2019    | 25. Januar 2020                   | 705        |
| 6         | Teachers      | Die Lehrer      | 28. Dezember 2019    | 26. Januar 2020                   | 706        |

### Die Gumball Chroniken(2020–2021)
„Die Gumball Chroniken“ (engl. The Gumball Chronicles) ist eine achtteilige Miniserie, die am 5. Oktober 2020 in den USA und am 1. März 2021 in Deutschland auf Cartoon Network ihre Premiere feierte. Bei dieser Miniserie handelt es sich hauptsächlich um eine Clip Show mit Szenen aus früheren Episoden, jedoch mit neuerem Material, das als verbindendes Element dient.
Innerhalb der Miniserie gibt es ein vierteiliges Special mit dem Titel „Wählt Gumball“ (engl. Vote Gumball), das sich thematisch and die US-Präsidentschaftswahl 2020 anlehnt.
| Nr. Serie | Originaltitel              | Deutscher Titel                | Drehbuch | Erstausstrahlung USA | Deutschsprachige Erstausstrahlung | Prod. Code |
| --------- | -------------------------- | ------------------------------ | --- | -------------------- | --------------------------------- | ---------- |
| 1         | The Curse of Elmore        | Der Fluch von Elmore           | Nathan Auerbach, Daniel Berg, Ben Bocquelet, Guillaume Cassuto, Louise Coats, Ben Cottam, Jon Foster, Mic Graves, James Hamilton, James Huntrods, Bec Hill, Tony Hull, Kieran Hodgson, James Lamont, Joe Markham, Tom Meltzer, Richard Overall, Joe Parham, Paul Rice, Jess Ransom, Sam Ward, Tobi Wilson, Jonny Leigh Wright | 5. Oktober 2020      | 3. März 2021                      | 801        |
| 2         | Vote Gumball … and Penny?  | Wählt Gumball … und Penny?     | Nathan Auerbach, Daniel Berg, Jack Bernardt, Ben Bocquelet, Jon Brittain, Guillaume Cassuto, Louise Coats, Tom Crowley, Mark Evans, Jon Foster, Chris Garbutt, Mic Graves, James Huntrods, Andrew Jones, James Hamilton, Brydie Lee-Kennedy, Joe Markham, Tim Mills, Ciaran Murtagh, Tom Neenan, Joe Parham, Paul Rice, Jon Purkis, Jess Ransom, John Sheerman, Sam Ward, Tobi Wilson                                                                                                 | 2. November 2020     | 4. März 2021                      | 802        |
| 3         | Vote Gumball … and Leslie? | Wählt Gumball … und Leslie?    | Gemma Arrowsmith, Nathan Auerbach, Daniel Berg, Jack Bernhardt, Ben Bocquelet, Louise Coats, Mark Evans, Jon Foster, Mic Graves, James Hamilton, James Huntrods, Tony Hull, Andrew Jones, James Lamont, Brydie Lee-Kennedy, Joe Markham, Ciaran Murtagh, Tom Neenan, Richard Overall, Joe Parham, Jon Purkis, Jess Ransom, Tobi Wilson, Lucien Young | 2. November 2020     | 5. März 2021                      | 803        |
| 4         | Vote Gumball … and Bobert? | Wählt Gumball … und Bobert?    | Tim Allsop, Nathan Auerbach, Daniel Berg, Jack Bernhardt, Ben Bocquelet, Jon Brittain, Louise Coats, Ben Cottam, Tom Crowley, Jon Foster, Mic Graves, James Hamilton, James Huntrods, Tony Hull, Moray Hunter, Natasha Hodgson, Kieran Hodgson, Andrew Jones, James Lamont, Simon Landrein, Joe Markham, Paul McKenna, Tom Meltzer, Tim Mills, Ciaran Murtagh, Tom Neenan, Richard Overall, Joe Parham, Jon Purkis, Jess Ransom, Howard Read, Sam Ward, Stewart Williams, Tobi Wilson | 2. November 2020     | 6. März 2021                      | 804        |
| 5         | Vote Gumball … and Anyone? | Wählt Gumball … und irgendwen? | Nathan Auerbach, Daniel Berg, Jack Bernhardt, Ben Bocquelet, Guillaume Cassuto, Louise Coats, Jon Foster, Mic Graves, James Hamilton, Tony Hull, Andrew Jones, James Lamont, Joe Markham, Ciaran Murtagh, Tom Neenan, Richard Overall, Joe Parham, Jess Ransom, John Sheerman, Sam Ward, Tobi Wilson, Lucien Young | 2. November 2020     | 7. März 2021                      | 805        |
| 6         | Ancestor Act               | Der Stammbaum                  | Tim Allsop, Gemma Arrowsmith, Nathan Auerbach, Daniel Berg, Jack Bernhardt, Ben Bocquelet, Guillaume Cassuto, Louise Coats, Jon Foster, Chris Garbutt, Mic Graves, James Hamilton, James Huntrods, Bec Hill, Tony Hull, Natasha Hodgson, James Lamont, Joe Markham, Tom Meltzer, Tim Mills, Tom Neenan, Tommy Panays, Joe Parham, Jon Purkis, Jess Ransom, John Sheerman, Sam Ward, Stewart Williams, Tobi Wilson, Jonny Leigh Wright, Lucien Young                                   | 21. November 2020    | 8. März 2021                      | 806        |
| 7         | Mother's Day               | Muttertag                      | Gemma Arrowsmith, Nathan Auerbach, Daniel Berg, Jack Bernhardt, Ben Bocquelet, Andrew Brenner, Jon Brittain, Guillaume Cassuto, Louise Coats, Tom Crowley, Mark Evans, Jon Foster, Chris Garbutt, Mic Graves, James Hamilton, James Huntrods, Tony Hull, Natasha Hodgson, Andrew Jones, James Lamont, Joe Markham, Tim Mills, Ciaran Murtagh, Oliver Kindeberg, Tom Neenan, Richard Overall, Joe Parham, Jon Purkis, Jess Ransom, Tobi Wilson, Lucien Young, Matt Zeqiri              | 8. Mai 2021          | 1. März 2021                      | 807        |
| 8         | Elmore's Most Wanted       | Elmores schlimmster Finger     | Tim Allsop, Nathan Auerbach, Daniel Berg, Yann Benedi, Jack Bernhardt, Ben Bocquelet, Jon Brittain, Guillaume Cassuto, Louise Coats, Ben Cottam, Tom Crowley, Jon Foster, Mic Graves, James Hamilton, Bec Hill, Tony Hull, Andrew Jones, James Lamont, Joe Markham, Tom Meltzer, Ciaran Murtagh, Tom Neenan, Richard Overall, Joe Parham, Antoine Perez, Paul Rice, Jon Purkis, Jess Ransom, Stewart Williams, Tobi Wilson, Jonny Leigh Wright                                        | 21. Juni 2021        | 2. März 2021                      | 808        |